# Compact Linear Collider
Pour les articles homonymes, voir CLIC.

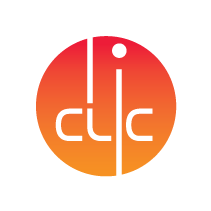
Logo du CLIC.

Le Compact Linear Collider (CLIC), ou Collisionneur Linéaire Compact est un accélérateur de particules en projet au CERN. Il doit prendre la relève du Large Hadron Collider pour approfondir les futures découvertes de celui-ci. Le CLIC sera un accélérateur linéaire d'une quarantaine de kilomètres permettant de faire des collisions entre des électrons et des positrons à une énergie de 3 TeV.
Le CLIC est basé sur le principe d'accélération à deux faisceaux. Le faisceau principal, de grande énergie et de faible intensité est accéléré grâce à un deuxième faisceau d'électrons relativistes de grande intensité et de faible énergie, le faisceau d'entraînement, parallèle au faisceau principal. Cette technologie devrait permettre une accélération d'environ 100 MV/m.